# Racquetball aux Jeux panaméricains de 2019
Navigation
2015
Les compétitions de racquetball aux Jeux panaméricains de 2019 ont lieu du 2 au 10 août 2019 à Lima, au Pérou. 

## Médaillés

### Hommes
| Épreuves              | Or                                                   | Argent                                  | Bronze                                                |
| --------------------- | ---------------------------------------------------- | --------------------------------------- | ----------------------------------------------------- |
| Simple messieurs      | Rodrigo Montoya (MEX)                                | Álvaro Beltrán (MEX)                    | Conrrado Moscoso (BOL)                                |
| Simple messieurs      | Rodrigo Montoya (MEX)                                | Álvaro Beltrán (MEX)                    | Mario Mercado (COL)                                   |
| Double messieurs      | Mexique Javier Mar Rodrigo Montoya                   | Bolivie Conrrado Moscoso Roland Keller  | États-Unis Rocky Carson Charles Pratt                 |
| Double messieurs      | Mexique Javier Mar Rodrigo Montoya                   | Bolivie Conrrado Moscoso Roland Keller  | Costa Rica Andres Acuña Felipe Camacho                |
| Par équipes messieurs | Bolivie Carlos Keller Conrrado Moscoso Roland Keller | Colombie Sebastian Franco Mario Mercado | États-Unis Jake Bredenbeck Rocky Carson Charles Pratt |
| Par équipes messieurs | Bolivie Carlos Keller Conrrado Moscoso Roland Keller | Colombie Sebastian Franco Mario Mercado | Mexique Alvaro Beltran Javier Mar Rodrigo Montoya     |

### Femmes
| Épreuves          | Or                                                     | Argent                                      | Bronze                                                |
| ----------------- | ------------------------------------------------------ | ------------------------------------------- | ----------------------------------------------------- |
| Simple dames      | Paola Longoria (MEX)                                   | Maria Jose Vargas (ARG)                     | Natalia Mendez (ARG)                                  |
| Simple dames      | Paola Longoria (MEX)                                   | Maria Jose Vargas (ARG)                     | Adriana Riveros (COL)                                 |
| Double dames      | Mexique Paola Longoria Samantha Salas                  | Guatemala Gabriela Martinez Maria Rodriguez | États-Unis Kelani Lawrence Rhonda Rajsich             |
| Double dames      | Mexique Paola Longoria Samantha Salas                  | Guatemala Gabriela Martinez Maria Rodriguez | Argentine Natalia Mendez Maria Jose Vargas            |
| Par équipes dames | Mexique Paola Longoria Montserrat Mejia Samantha Salas | Argentine Natalia Mendez Maria Jose Vargas  | États-Unis Kelani Lawrence Rhonda Rajsich             |
| Par équipes dames | Mexique Paola Longoria Montserrat Mejia Samantha Salas | Argentine Natalia Mendez Maria Jose Vargas  | Bolivie Angelica Barrios Valeria Centellas Jenny Daza |

## Tableau des médailles
| Rang  | Nation     | Or | Argent | Bronze | Total |
| ----- | ---------- | -- | ------ | ------ | ----- |
| 1     | Mexique    | 5  | 1      | 1      | 7     |
| 2     | Bolivie    | 1  | 1      | 2      | 4     |
| 3     | Argentine  | 0  | 2      | 2      | 4     |
| 4     | Colombie   | 0  | 1      | 2      | 3     |
| 5     | Guatemala  | 0  | 1      | 0      | 1     |
| 6     | États-Unis | 0  | 0      | 4      | 4     |
| 7     | Costa Rica | 0  | 0      | 1      | 1     |
| Total | Total      | 6  | 6      | 12     | 24    |